# Bá quốc
Bá quốc (chữ Hán: 伯国, tiếng Latin: Comitatus, tiếng Đức: Grafschaft, tiếng Pháp: Comté, tiếng Anh: County), còn gọi là Quận quốc, Lãnh địa Bá tước hay Quận hạt, là các vùng lãnh địa có chủ quyền hoặc một thái ấp chư hầu mà vị quân chủ cai trị mang tước hiệu Bá tước.

## Đông Á
Trong lịch sử Trung Quốc, sau khi lập quốc, nhà Chu đã phân phong lãnh địa cho các chư hầu, trong đó có một số mang tước Bá. Đến thời Xuân Thu Chiến Quốc, vẫn còn ghi nhận một số bá quốc chư hầu như nước Tần, nước Trịnh, nước Tào. Tuy nhiên, sau khi Tần thống nhất Trung Hoa, các Bá quốc đều bị tiêu diệt. Từ đời Hán trở đi, chỉ tồn tại các thái ấp ăn lộc ban cho các quý tộc tước bá chứ không còn ý nghĩa là một lãnh thổ chư hầu có chủ quyền như trước.

## Bá quốc châu Âu thời Trung Cổ
Ở Châu Âu, khi đế chế Frank trỗi dậy, thay thế cho Đế quốc Tây La Mã, các lãnh địa bá tước được hình thành. Nguyên thủy, chúng là những vùng lãnh địa thuộc hoàng đế (Imperator) được giao cho các chỉ huy quân sự thân cận với chức vụ là Comes (là chức vụ chỉ sau Dux), đại diện cai trị nhân danh hoàng đế tại các quận hạt (comitatus). 
Với sự tan rã của đế chế Frank, các thủ lĩnh comes trở thành các quý tộc bá tước, cai trị các quận hạt như tài sản riêng của mình (lãnh địa bá tước) và thừa kế thế tập tước vị. Trong quá trình lịch sử, nhiều lãnh địa bá tước nhỏ được hình thành thông qua quá trình phân chia thừa kế, nhưng cũng có nhiều lãnh địa bá tước khác lại phát triển lãnh thổ thông qua quá trình sát nhập các lãnh địa khác thông qua thừa kế, hoặc đơn giản là mua lại quyền sở hữu, trở thành những bá quốc hùng mạnh, giữ địa vị ngang hàng với các công quốc như các Markgrafschaft ("Phiên hầu quốc"), Pfalzgrafschaft ("Hành cung bá quốc") hoặc Landgrafschaft ("Phong địa bá quốc"). Vào năm 1521, vẫn còn có 144 bá quốc được ghi nhận thuộc Đế quốc La Mã Thần thánh (Reichsgrafschaften), chưa bao gồm các lãnh địa bá tước chư hầu thuộc công tước. Vào thời điểm Đế quốc La Mã Thần thánh tan rã, các bá quốc đã không còn tồn tại. Tất cả chúng đều đã bị sát nhập vào các lãnh thổ công quốc hoặc vương quốc.

## Ngày nay
Ngày nay, tên gọi một số huyện ở Niedersachsen (Đức) có thể truy nguyên lịch sử lãnh thổ từ các bá quốc, vốn có kèm tước hiệu trong tên chính thức của mình. Sau cuộc tái tổ chức hành chính ở Đức vào cuối thập niên 1970, chỉ còn huyện Grafschaft Bentheim giữ được tên gọi như thời bá quốc.
Một số bá quốc cũ, từng phát triển lên địa vị công quốc, như các bang Brandenburg và Sachsen vốn là những lãnh địa markgrafschaft, hay Thüringen và Hessen là những lãnh địa landgrafschaft cũ.
Dấu ấn của các bá quốc, giờ chỉ còn lưu lại tại một vùng (région) ở Pháp có tên là Franche-Comté. Ở Vương quốc Anh, hạt (County) là một đơn vị hành chính cấp vùng, cũng vốn bắt nguồn từ danh xưng bá quốc cũ. Truyền thống này cũng ảnh hưởng đến cách đặt tên đơn vị hành chính ở Cộng hòa Ireland, Canada và Hoa Kỳ (xem hạt (Hoa Kỳ)).

## Liên kết web
- Tác phẩm bởi và về Bá quốc trong thư mục catalogue của Thư viện quốc gia Đức